# 2206 Gabrova
2206 Gabrova este un asteroid din centura principală, descoperit pe 1 aprilie 1976 de Nikolai Cernîh.